# جناج
جناج إحدى قرى مركز بسيون التابع لمحافظة الغربية بجمهورية مصر العربية.

## التاريخ
هي قرية قديمة ذكرت في قوانين ابن مماتي وفي تحفة الإرشاد. ذكرها علي مبارك في كتابه الخطط التوفيقية، حيث ذكر أنها من قرى مديرية الغربية بقسم صا الحجر، وأن بها جامع بمنارة ومعمل دجاج ونخل كثير، ومظم أهلها مسلمون.

## السكان
بلغ عدد سكان جناج 11,276 نسمة حسب تقدير عام 2018.
| السنة  | 1882 | 1897 | 1907 | 1927 | 1947 | 1960 | 1976 | 1986 | 1996 | 2006   | 2018   |
| ------ | ---- | ---- | ---- | ---- | ---- | ---- | ---- | ---- | ---- | ------ | ------ |
| القرية | 3202 | 4632 | 4885 | 6224 | 6418 | 5887 | 7134 | 8301 | 9247 | 10,736 | 11,276 |